# Carin
Vous lisez un « article de qualité » labellisé en 2022.
Carin (Marcus Aurelius Carinus) est un empereur romain, co-empereur avec son père Carus à partir de décembre 282 (ou janvier 283), seul empereur après la mort de ce dernier et de son frère Numérien en novembre 284. En 285, il s'oppose à un compétiteur, Julianus, qu'il élimine en Italie, puis à Dioclétien, qu'il affronte en Mésie. Quoique vainqueur, il disparaît lors de la bataille. Sa personnalité et le déroulement de son règne sont mal connus ; les auteurs antiques n'ont transmis que des résumés de sa vie, à l'exception de l’Histoire Auguste, qui donne en détail une image tyrannique de son gouvernement. Tous lui font une réputation exécrable, reprise textuellement par les historiens des temps modernes. Toutefois, à la fin du XIXe siècle, l'étude critique de l'Histoire Auguste en fait une source douteuse et fallacieuse, frappant d'incertitude la biographie de Carin. Les disciplines annexes comme l'épigraphie latine et particulièrement l'étude numismatique apportent des informations complémentaires sur la chronologie de son règne, et sur quelques événements, dont son mariage avec Magnia Urbica.

## Sources
Le règne de Carin est mal documenté par les sources classiques. Les textes antiques relatifs aux empereurs romains de la fin du IIIe siècle ne sont que des abrégés et diverses Histoires du IVe siècle ne donnent que quelques lignes sur Carin : Eutrope, Aurelius Victor, ainsi que l'Épitomé de Caesaribus qu'on attribue à tort à ce dernier auteur. Festus passe de Carus à Dioclétien en ignorant Carin et Numérien. Le Chronographe de 354 donne une durée de règne identique pour Carin et Numérien, soit deux ans, onze mois et deux jours, et précise le lieu de son assassinat, au Campus Margensis. Au Ve siècle, Paul Orose date la prise de pouvoir de Dioclétien et sa victoire contre Carin en 1051 Ab Urbe condita (soit 298, ce qui est excessif), tandis que la Chronique de Jérôme de Stridon date la défaite de Carin de la 266e olympiade (soit 285). Enfin, l’Histoire nouvelle de Zosime, écrite au début du VIe siècle, est lacunaire sur les règnes de Carus et de ses fils, mais la Chronographia de Jean Malalas (VIe siècle) précise que Carin est mort à trente-deux ans. L’Histoire Auguste est la seule à produire une biographie plus étoffée de Carus et de ses fils Carin et Numérien ; son auteur déclaré, Flavius Vopiscus, se dit contemporain de Constantin Ier (306-337) et se pose en continuateur de l'historien Suétone et de sa Vie des douze Césars.
Flavius Vopiscus est considéré comme une source documentaire fiable par les premiers historiens modernes. Mais la lecture littérale évolue à partir de 1889, avec la démonstration de Hermann Dessau de l'inexistence de cet auteur et de ses co-auteurs de l’Histoire Auguste, en réalité pseudonymes d'un seul écrivain, plus tardif mais au nom inconnu. Cette thèse a emporté peu à peu l'adhésion des historiens du XXe siècle. Ils reconnaissent que cette œuvre n'est pas entièrement historique et contient une part de fiction. Le récit historique sert alors de support à la fantaisie, au canular et au burlesque, et multiplie les allusions à l'attention du lecteur cultivé. Les biographies de Carus et de ses fils sont les dernières de l’Histoire Auguste, et le pseudo-Flavius Vopiscus complète le peu d'informations fournies par les abréviateurs par un remplissage de son invention.

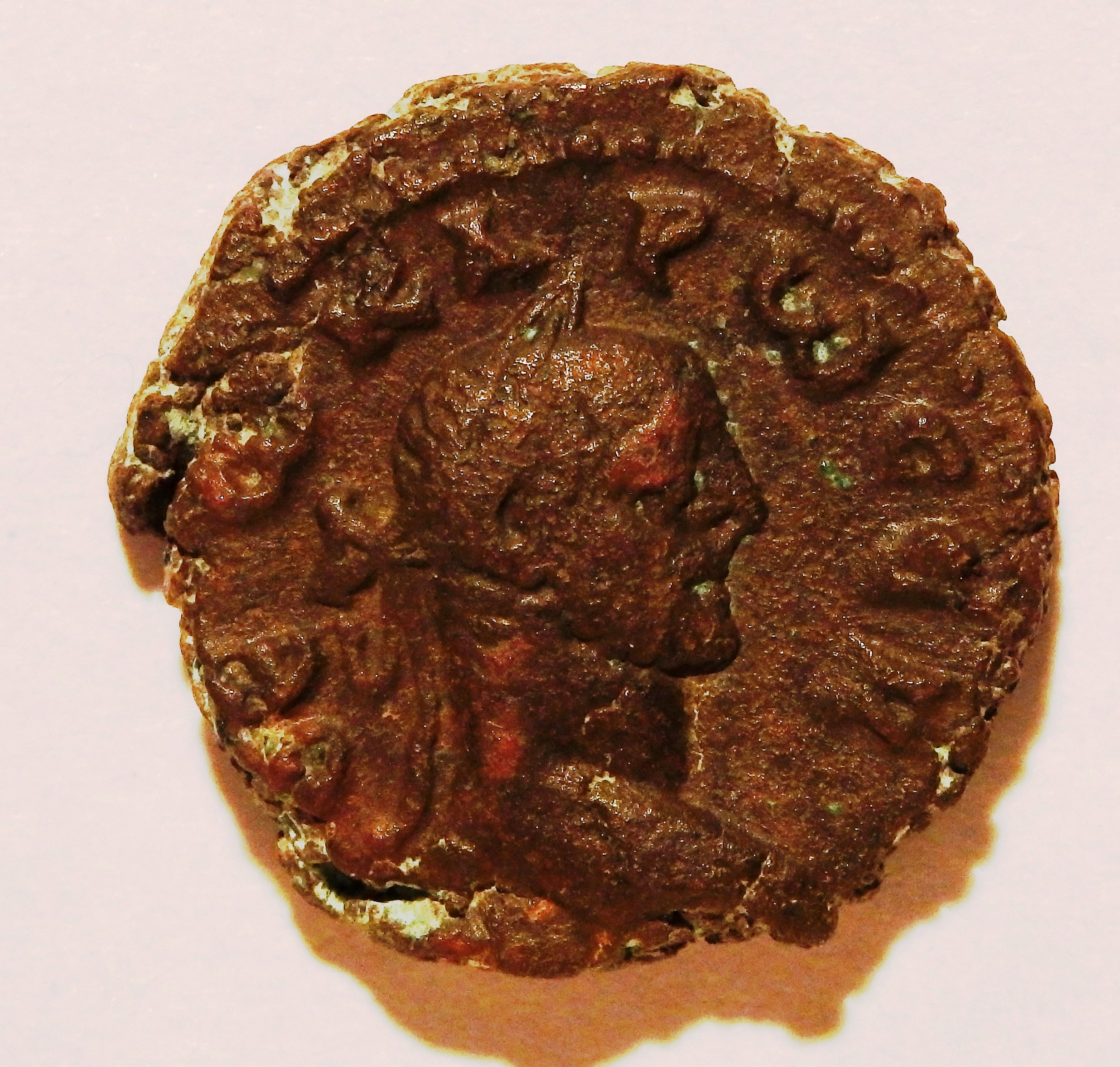
Tétradrachme de billon à l'effigie de Carus, émis à Alexandrie.

Palliant l'insuffisance des textes antiques, l'épigraphie latine fournit quelques éléments supplémentaires, et la numismatique est une source majeure, particulièrement importante pour les trois années durant lesquelles Carin règne seul en Occident. Les études des émissions monétaires de Carus et ses fils dans les collections des musées, et celle du trésor de La Venèra, riche de 4 425 aurelianus pour ces règnes, dont 1 361 exemplaires pour l'atelier monétaire de Ticinum (actuellement Pavie en Italie du Nord), fournissent une chronologie des événements et des campagnes militaires entre 282 et 285. Pour les règnes de Carus et de ses fils, les événements sont encore plus précisément fixés grâce aux émissions de tétradrachmes d'Alexandrie d'Égypte, qui sont datées des années de règnes impériaux, comptés avec un début d'année alexandrine calé sur le 29 août.

## Origines
Marcus Aurelius Carinus est le fils aîné de l'empereur Carus. Si l'on ajoute foi à son âge au décès, trente-deux ans selon Jean Malalas, il serait né vers 252/253 (ou vers 249 d'après François Zosso et Christian Zingg). Le nom de sa mère est inconnu. Il a un frère cadet, Numérien. L'origine géographique de cette famille a posé un problème aux historiens modernes qui doivent arbitrer entre des sources antiques contradictoires, car l’Histoire Auguste se démarque des autres historiens qui précisent Narbonne comme origine. La tradition qui range Carus dans la continuité historique des empereurs illyriens allant de Claude II le Gothique à Dioclétien et aux tétrarques est imposée au début du XVIIe siècle dans la chronologie historique établie par l'érudit français Joseph Juste Scaliger (1540-1609). Celui-ci retient sans critique les indications de l’Histoire Auguste et considère les autres sources antiques comme erronées. Il affirme qu'Eutrope a confondu Narbonne en Gaule avec une ville d'Illyrie au nom similaire, Narona. Latiniste de haute réputation, Scaliger est suivi à la fin du XVIIIe siècle par l'historien britannique Edward Gibbon dans son Histoire de la décadence et de la chute de l'Empire romain, qui fait longtemps autorité. Situer la naissance de Carus et de ses fils en Illyrie à Narona devient la thèse admise. La réfutation vient en 1948, quand l'Italien Piero Meloni réexamine les éléments historiques disponibles et conclut que Carus vient de Narbonne en Gaule, avis partagé ensuite par les historiens modernes,,.

## Accès au pouvoir
Son père, le préfet du prétoire Carus, est proclamé empereur par ses troupes durant l'automne 282, tandis que l'empereur légitime Probus est tué lors d'une mutinerie de ses soldats. Comme l'avaient fait plusieurs de ses prédécesseurs, Carus instaure un embryon de dynastie avec un pouvoir collégial associant ses enfants. Toutefois, les fils de Carus sont adultes et peuvent prendre part aux responsabilités, comme cela avait été le cas sous les règnes de Valérien et de Gallien,. D'après Aurelius Victor, le pseudo Aurelius et Eutrope, Carus accorde le titre de César à ses deux fils Carin et Numérien simultanément. Les sources numismatiques et épigraphiques corrigent cette vision et prouvent que l'association de ses enfants au pouvoir n'a pas été simultanée : Carus entame son règne seul comme le montrent les émissions monétaires de Ticinum et de Cyzique, puis accorde à son fils ainé Carin, qui se trouvait probablement à Rome, les titres de César et de Prince de la jeunesse, titres dévolus au successeur désigné, à l'automne 282 selon la chronologie numismatique de Sylviane Estiot,.
le 1er janvier 283, Carus revêt son second consulat, en prenant Carin comme collègue. Au début de l'année 283 selon Sylviane Estiot, Carus promeut son fils cadet Numérien au rang de Prince de la jeunesse et de César, comme l'illustre une inscription où le nom de Numérien a été ajouté après ceux de Carus et Carin,. Les deux fils de l'Empereur reçoivent le titre d'imperator, ce qui les associe au pouvoir de leur père.

Carin et Numérien, fils de Carus, élevés au rang de César et Prince de la jeunesse
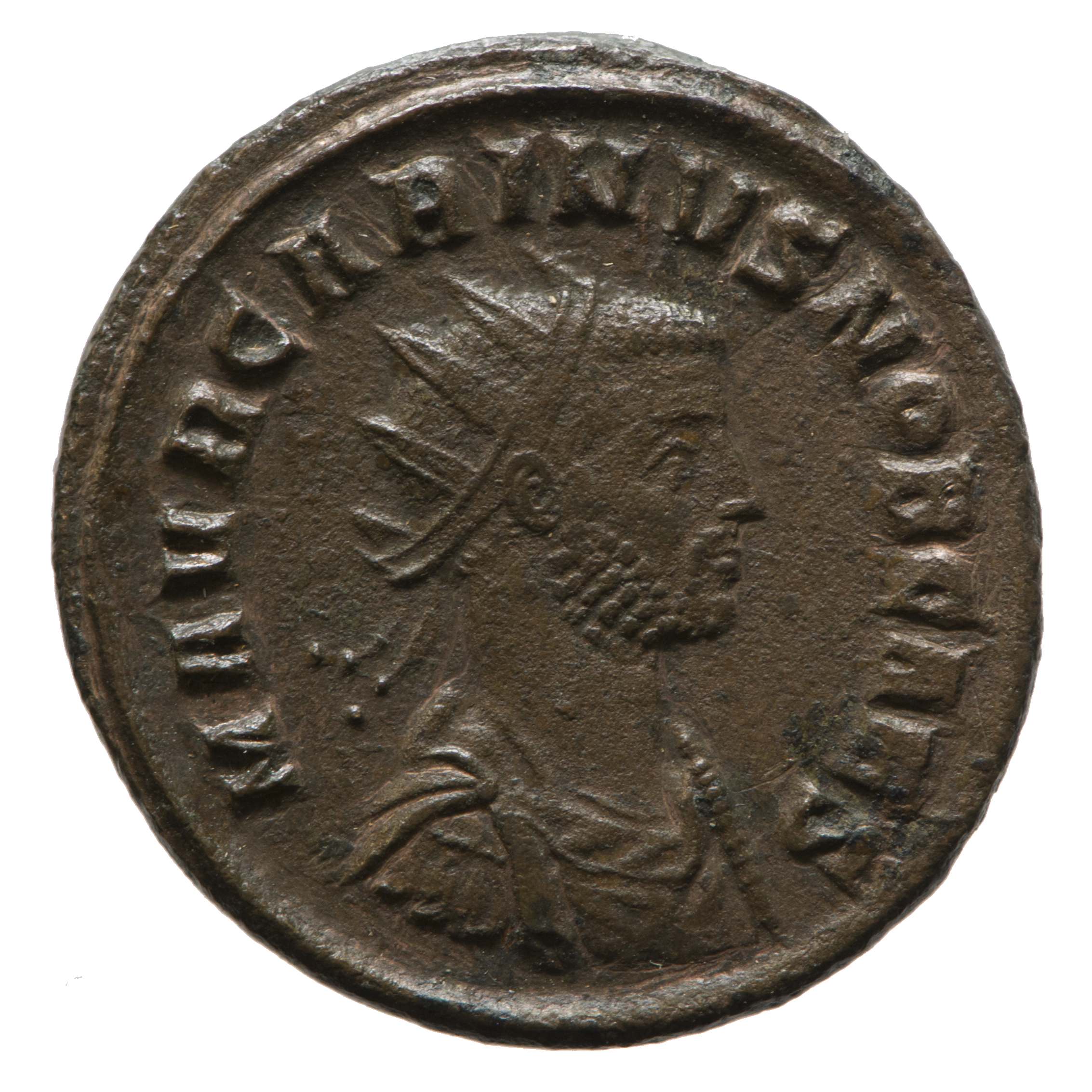
Bronze de Carin. Avers, comme NOB(ilissimus) CAES(ar).
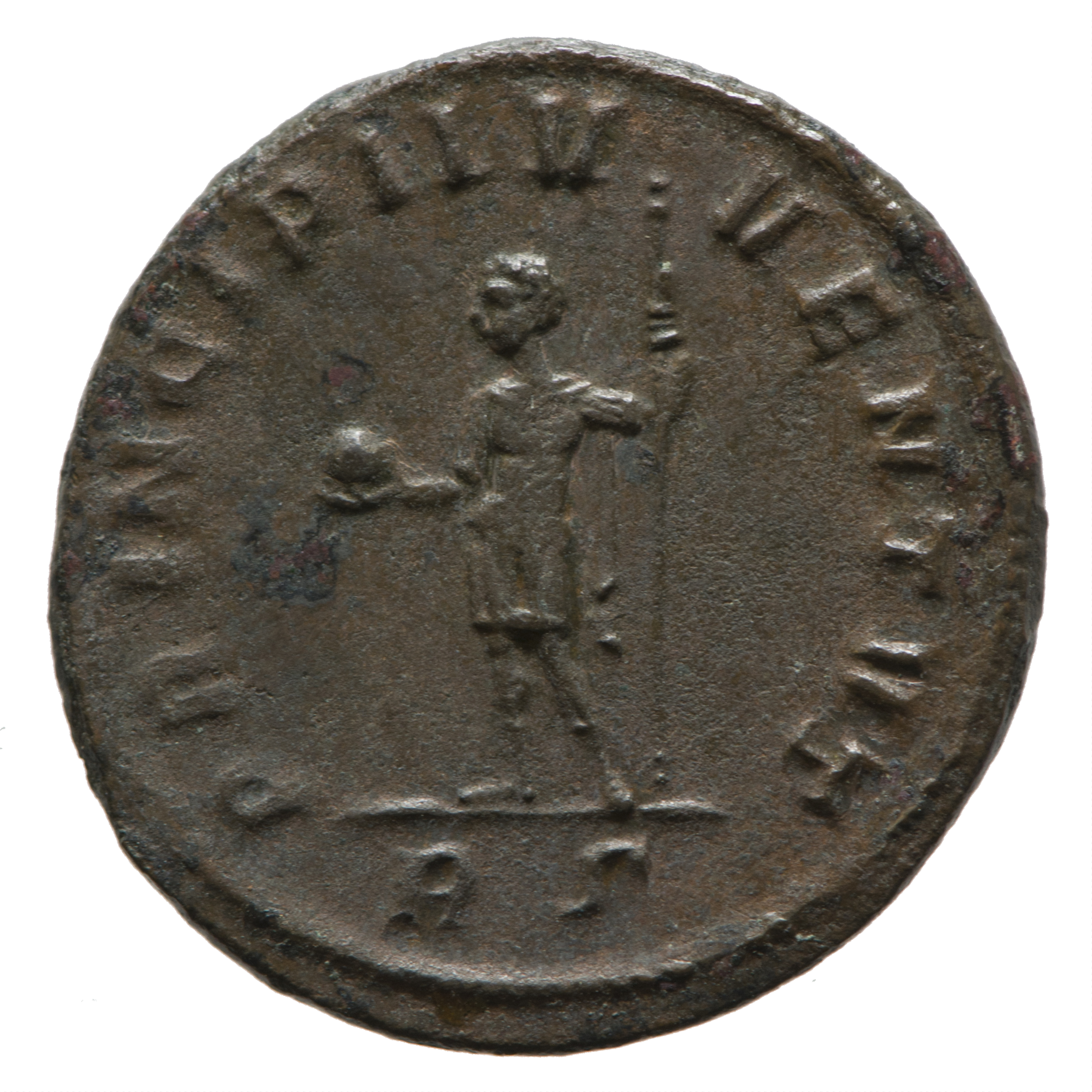
Bronze de Carin. Revers, comme Prince de la jeunesse PRINCIPI IVVENTVT(is).
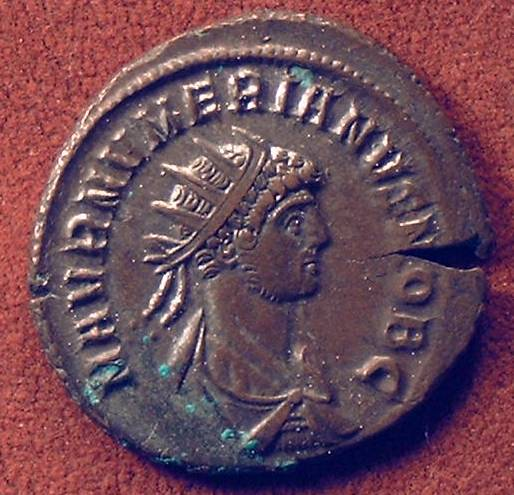
Bronze de Numérien. Avers, comme NOB(ilissimus) C(aesar).
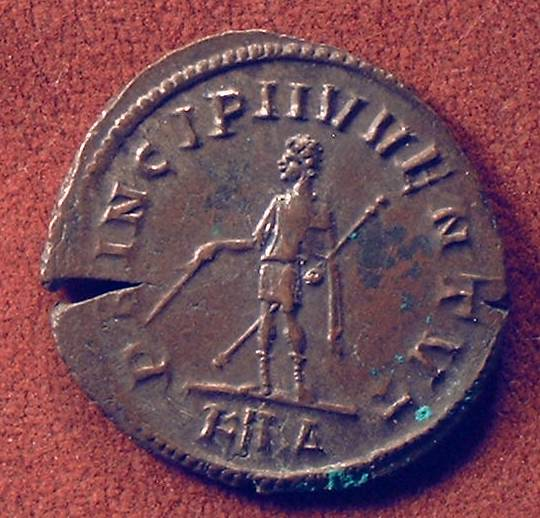
Bronze de Numérien. Revers, comme Prince de la jeunesse PRINCIPI IVVENTVT(is).

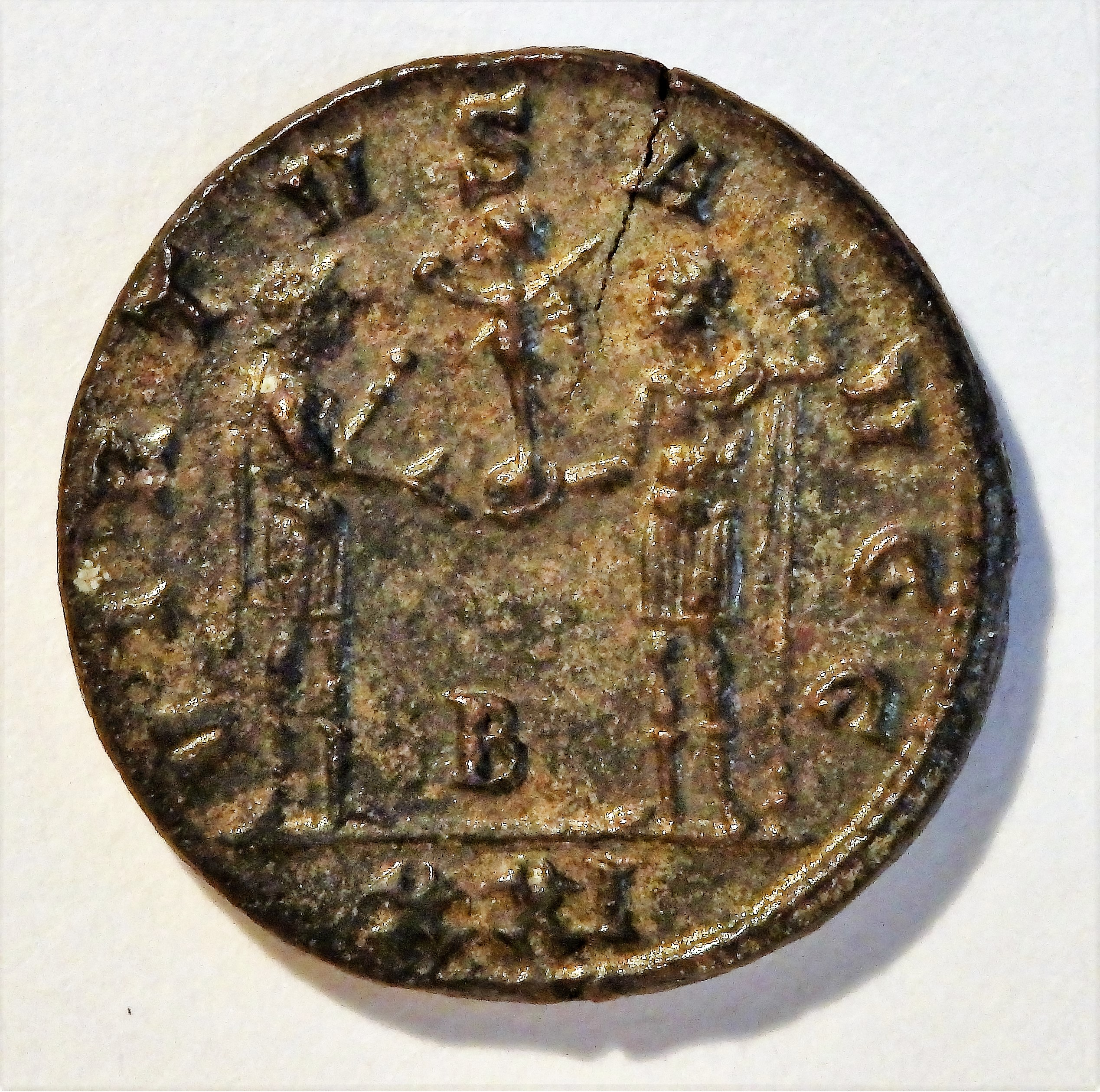
Aurelianus de Carin : Carin reçoit de la part de Carus un globe surmonté d'une Victoire. Légende VIRTVS AVGG pour Virtus Augustorum, le courage des deux Augustes.

En décembre 282 (ou janvier 283), Carus part en Orient combattre les Perses Sassanides, accompagné de Numérien. Il nomme Carin auguste et lui confie la responsabilité de l'Occident. Des émissions monétaires commémorent cette délégation de pouvoir ; elles montrent Carus qui tient le sceptre long, emblème de sa puissance suprême, et transmet à son fils la Victoire, debout sur un globe, symbole du charisme impérial.

Avant la mort de son père, Numérien est associé au pouvoir aux côtés de ce dernier et de son frère, peut-être à l'occasion d'une victoire contre les Perses, et à ce stade du règne « l'Empire fut tenu par un collège de trois princes aux titres égaux ». Carus meurt dans des circonstances indéterminées, vers novembre 283, après s'être emparé de la capitale perse Ctésiphon. Son fils Numérien ramène l'armée romaine, mais disparaît en novembre 284, probablement assassiné en Bithynie par son beau-père Arrius Aper.

## Carin auguste

### Selon les historiens antiques

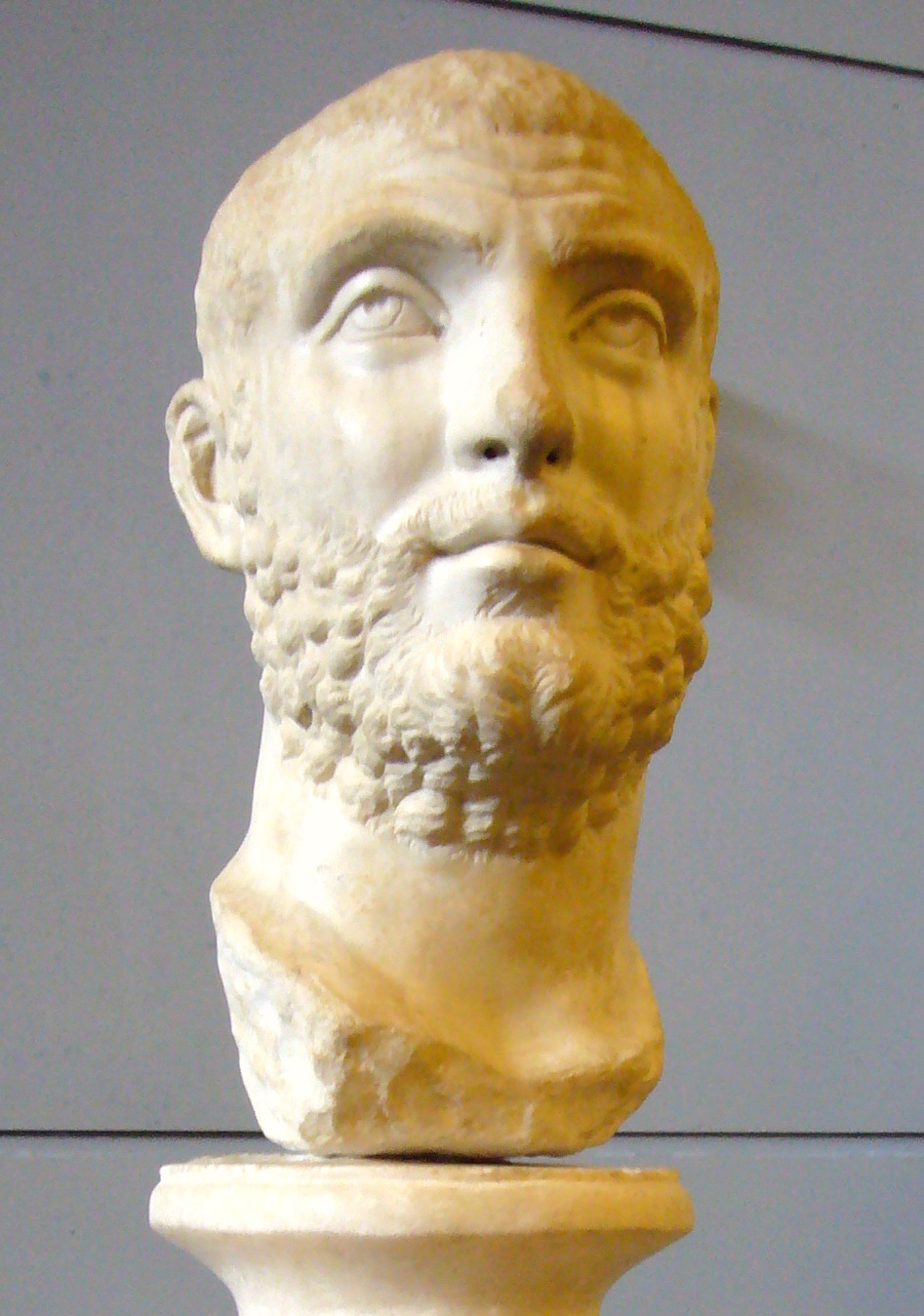
Buste de Carin, 41 cm. Centrale Montemartini, Rome.

Les historiens antiques brossent un portrait très négatif de Carin et de son règne personnel. La propagande menée par Dioclétien pour le discréditer avant de l'affronter semble avoir laissé des traces,. Les auteurs antiques accumulent les topos caractéristiques du tyran, avec ses excès de tout ordre, sa sexualité monstrueuse, sa cruauté, ses extravagances, tares auxquelles s'ajoute la laideur physique. Jean Malalas, seul historien qui fournisse un portrait physique, le décrit comme petit, gros, le visage aplati au teint laiteux, les cheveux gris et frisés. Eutrope affirme qu'il « se souilla de tous les crimes, fit périr, sur de fausses accusations, plus d’un innocent, déshonora les femmes des plus illustres personnages, et se vengea même de ceux de ses condisciples qui, à l’école, lui avaient adressé la plus légère plaisanterie ». Un fragment de l’Histoire des Césars d'Eunape regroupe les griefs contre Carin. L'Histoire Auguste développe ces critiques en grossissant le trait et le présente comme le pire des débauchés, reprenant des extravagances prêtées à l'empereur Héliogabale. Elle prétend qu'il aurait épousé successivement neuf femmes, dont il se débarrassait lorsqu'elles étaient enceintes. De surcroît, elle le présente comme corrupteur de jeunes garçons, accusation que l'on ne retrouve pas chez les autres auteurs antiques.
Toujours selon l’Histoire Auguste, le gouvernement de Carin à Rome est scandaleux : il remplace les hommes de valeur par des gredins, il fait exécuter le préfet du prétoire dont il confie la charge à un ancien proxénète, Matronianus, il nomme préfet de Rome un greffier subalterne (un cancellarius), il se décharge de la tâche de signature officielle sur un garçon habile à imiter son écriture, il traite les sénateurs avec arrogance, promettant de distribuer leurs biens à la populace de Rome.
Considérant l’Histoire Auguste comme une source fiable, Edward Gibbon en reprend les détails et conclut : « [...] dès que Carin se trouva débarrassé par la mort de son père, du frein de la crainte ou de la décence, Rome gémit sous la tyrannie d’un monarque qui joignait à la folie d’Héliogabale, la cruauté de Domitien ». Pour André Chastagnol, il est difficile de savoir si Carin est réellement le dépravé ainsi décrit. La biographie de l'Histoire Auguste est trop noircie et trop exagérée pour être crédible. De surcroit, certains détails sont historiquement douteux : l'existence du poste de cancellarius n'est attestée qu'à partir du IVe siècle et Matronianus est un personnage inconnu.

### Selon l'épigraphie et les études numismatiques
De façon plus certaine, les études épigraphiques et numismatiques tracent plusieurs événements du règne de Carin. Un aureus émis en 283 avec le revers VICTORIA GERMANICA commémore une campagne contre les Germains,. Cette action militaire et d'autres menées en Bretagne en 284 par les officiers de Carin se marquent par l'attribution à Carin et Numérien des surnoms honorifiques de GERMANICVS MAXIMVS et BRITANNICVS MAXIMVS sur les inscriptions,,.
Les monnaies émises durant l'été 283 par les ateliers de Ticinum et de Rome ainsi que des inscriptions honorifiques nomment la seule épouse certaine de Carin, Magnia Urbica, avec les titres d'Augusta et de Mater castrorum (« Mère des camps ») conférés par son mari, et un seul fils, Nigrinianus, mort en bas âge et divinisé,. Si les numismates Karl Pink et Daniel Gricourt s'accordent pour dater le mariage de Carin et de Magnia Urbica en juillet 283 au retour d'une campagne de Carin en Germanie, ils divergent sur le lieu, à Rome selon Pink après le passage de Carin à Ticinum, tandis que Gricourt le place à Ticinum même, au vu des émissions monétaires commémoratives de cette cité associant le portrait de Magnia Urbica en tenue d'apparat à Junon Reine, déesse matrimoniale, et à Pudicitia, personnification de la vertu conjugale. Sylviane Estiot préfère placer le mariage plus tard, au cours de l'année 284. Constatant que les monnaies de divinisation de Nigrinianus émises à Rome fin 284, donc après son décès, figurent un garçonnet de quelques années, elle mentionne l'hypothèse qu'il serait né d'une précédente union de Carin avec une épouse inconnue, décédée avant 283.

Monnaies de Magnia Urbica, épouse de Carin, et de leur fils
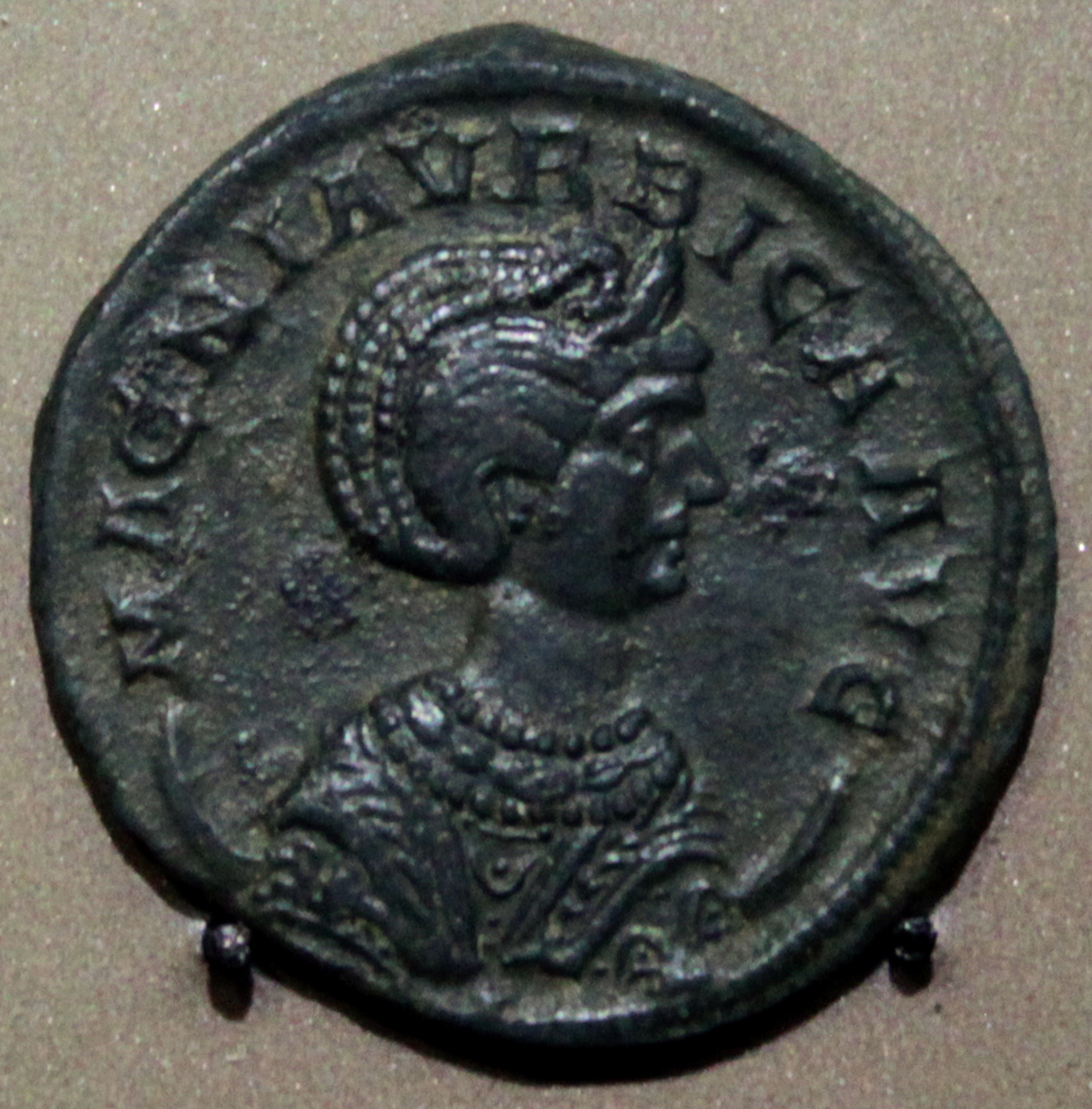
Magnia Urbica en robe d'apparat avec un double collier de perles.
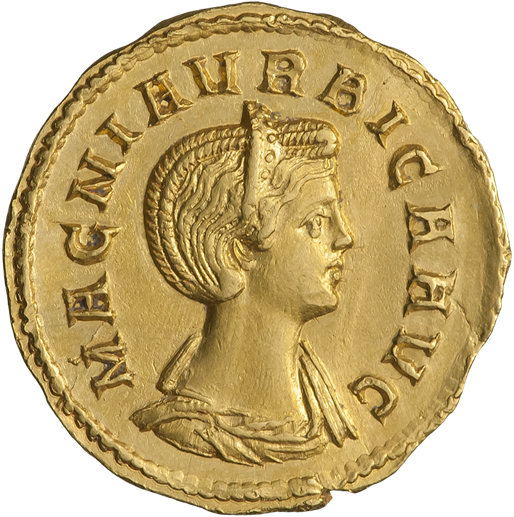
Aureus de Magnia Urbica, frappé à Rome.
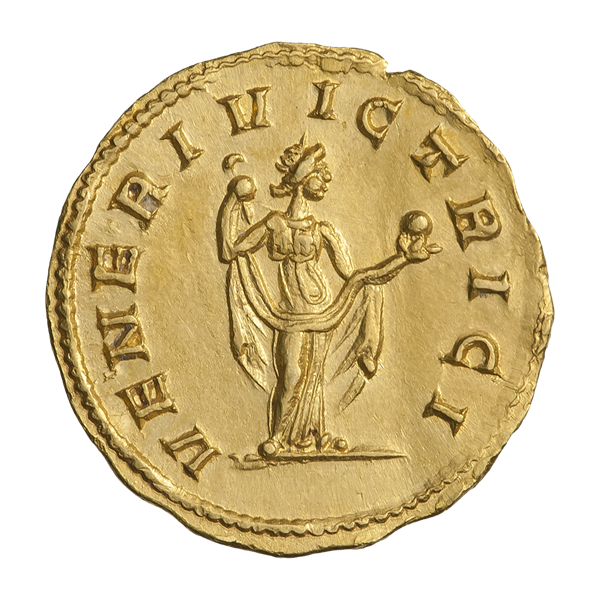
Revers, Magnia Urbica en Vénus victorieuse VENERI VICTRICI.
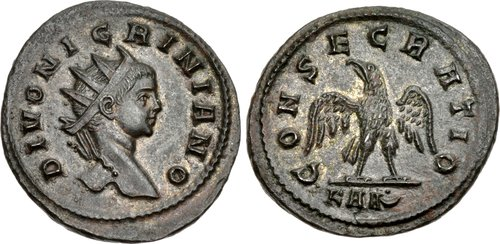
Antoninien émis pour la consécration de Nigrianus, frappé à Rome.

## Usurpations de Julianus et de Dioclétien

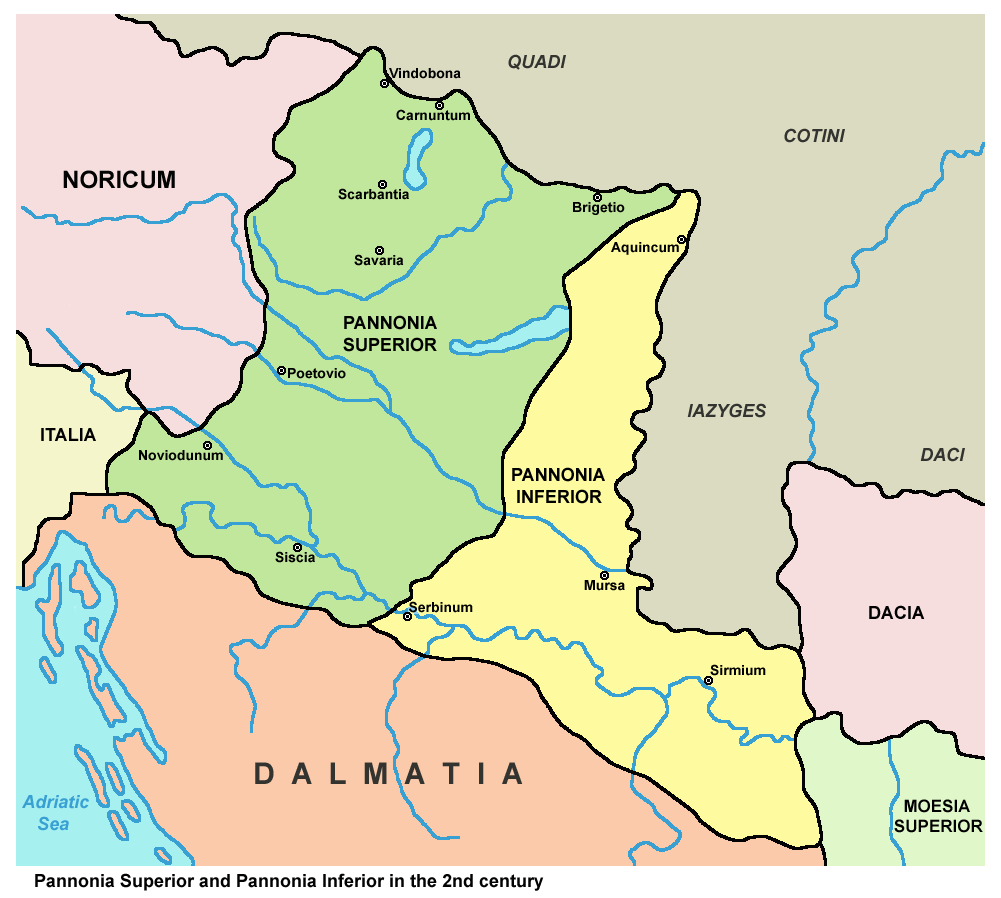
Zones du conflit pour le pouvoir impérial : les Pannonies, Mésie, Italie.

Au 1er janvier 284, Carin est consul pour la seconde fois, avec son frère Numérien. Au cours de cette année, il remporte sur le limes danubien une victoire sur les Quades, célébrée par l'émission à Ticinum d'aurei à l'effigie des deux empereurs Carin et Numérien, avec des revers VICTORIA AVGG (abréviation pour les deux Augustes) et un médaillon marqué TRIUNFU QVADOR.
En Orient à Héraclée du Pont (Bithynie), dans la première quinzaine de novembre de l'année 284, Numérien est retrouvé mort dans sa tente, dans des conditions qui font soupçonner son beau-père Arrius Aper, lequel a fait transporter le corps du défunt à Nicomédie. Ce dernier est mis en accusation et publiquement tué par un officier nommé Dioclès. Dioclès est aussitôt acclamé empereur par l'armée le 20 novembre 284, seule date certaine de la chronologie des événements de cette période, dies imperii attesté par Lactance et confirmé par des papyrus égyptiens. Il change son nom pour Marcus Aurelius Valerius Diocletianus, pour se rattacher à la prestigieuse lignée des Aurelii, illustrée par l'empereur Marc Aurèle, appellation portée aussi par Carus, Numérien et Carin. Pour Xavier Loriot, l'adoption de ce nom est peut-être une tentative d'ouverture de Dioclétien à l'adresse de Carin. La rupture est manifeste au 1er janvier 285, lorsque Carin revêt son troisième consulat associé à son préfet du prétoire Aristobulus, tandis que Dioclétien qui a abandonné le nom de Marcus Aurelius se nomme consul en Orient avec un collègue dont le nom est inconnu,. Les légendes des revers des monnaies émises au nom de Carin depuis la mort de Numérien indiquent son titre d'Auguste au singulier, le déniant ainsi pour Dioclétien.
À l'annonce de l'usurpation de Dioclétien, Marcus Aurelius Julianus, chargé de l'administration civile et judiciaire de la Vénétie avec le titre de corrector Venetiae, tente de s'emparer du pouvoir. Il prend le contrôle de l'atelier monétaire de Siscia en Pannonie supérieure et émet des monnaies à son effigie pour marquer son avènement. Carin ne réagit pas immédiatement, et attend plusieurs mois et le retour du printemps avant d'aller affronter Dioclétien en Illyrie. Il se détourne vers l'Italie pour combattre Julien , et l'élimine dans la plaine de Vérone vers mai ou juin 285. Ayant repris le contrôle de l'atelier de Siscia, Carin fait frapper une série de monnaies d'or en tant que seul empereur légitime.

Monnaies des prétendants à l'Empire
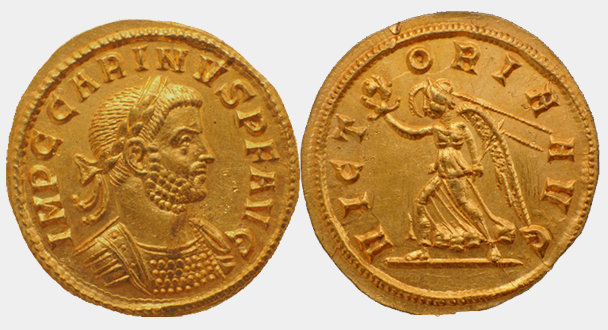
Aureus de Carin en tenue militaire, VICTORIA AVG.
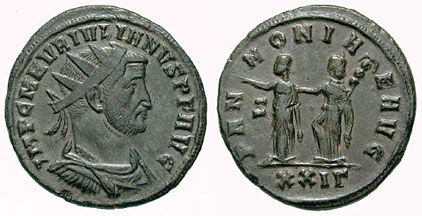
Aurelianus de Julianus proclamé par les deux provinces de Pannonie, PANNONINAE AVG.
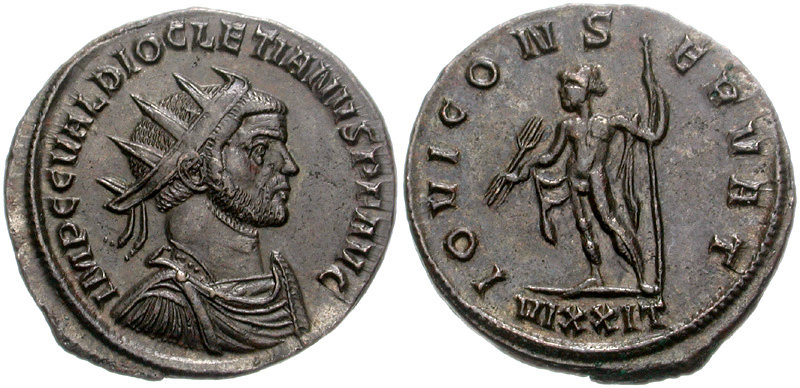
Antoninien de Dioclétien, soutenu par Jupiter. IOVI CONSERVAT(ori).

En 285, les deux armées se rencontrent en Mésie sur les rives du Margus (un affluent du Danube, probablement l'actuelle Morava). Sylviane Estiot situe la bataille vers le mois d'août ou de septembre d'après sa chronologie des frappes monétaire de Ticinum, tandis qu'Alexandra Stefan la date en juin-juillet selon les déductions établies à partir du papyrus égyptien Oxy. L 3569. Carin est sur le point de remporter la bataille lorsque, selon le pseudo-Aurelius Victor, il est poignardé par ses soldats, des tribuns dont il aurait séduit les épouses . L’Histoire Auguste ne reprend pas cette accusation et rapporte qu'il aurait été tué au cours de la bataille. Son armée se rallie à Dioclétien, qui devient le seul empereur. Le destin d'Aristobulus, préfet du prétoire de Carin, inspire à Antony Hostein le soupçon d'une trahison, car non seulement Dioclétien l'épargne « par clémence » d'après le pseudo-Aurélius Victor, mais encore il le conserve comme consul associé et lui fait une brillante carrière de sénateur, couronnée par la préfecture de la Ville.
Ironie du sort, Carin qui a divinisé son père, son frère et son fils, a son nom martelé sur ses inscriptions honorifiques,.
Le principe d'un régime dynastique tenté par Carus et ses fils n'a pas tenu face au réalisme des armées, privilégiant la compétence de leurs dirigeants. En revanche, le principe d'un partage du pouvoir entre plusieurs empereurs instauré par Carus, Carin et Numérien est immédiatement repris par Dioclétien, qui s'adjoint comme César Maximien peu après sa victoire et stabilise enfin le gouvernement impérial pour vingt ans.

## Titulature
- En 282, Carin est nobilissimus Caesar princeps iuventutis[78].
- En 285, à sa mort, il est Imperator Caesar Marcus Aurelius Carinus Pius Felix Invictus Augustus Germanicus Maximus Britannicus Maximus Persicus Maximus, Pontifex Maximus, Tribuniciae Potestatis II, Imperator I, Consul III[79].